# Décembre 1808
Cette page présente les faits marquants du mois de décembre 1808.

## Événements

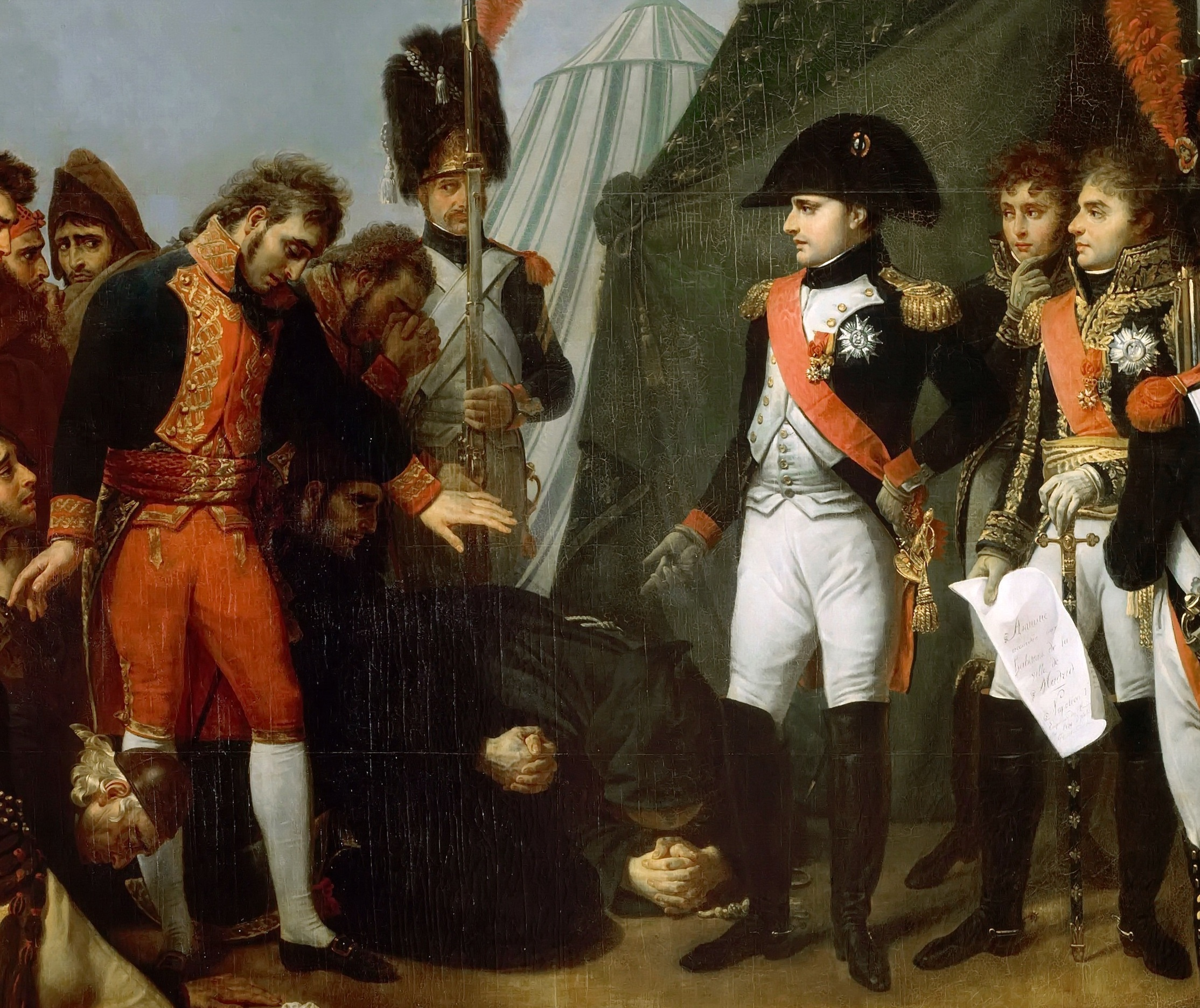
4 décembre : reddition de Madrid. Toile de Antoine-Jean Gros.

- 2 décembre : décrets de Chamartin. Napoléon abolit les droits féodaux, supprime le tribunal de l’Inquisition, sécularise et met en vente les biens des monastères[1]. Les juntes proposant un régime constitutionnel et libéral, les décrets de Chamartin n’ont pratiquement aucun effet sur le peuple.

- 4 décembre : entrée de Napoléon dans Madrid[2].

- 10 décembre : le général britannique John Moore avance à partir de Salamanque avec 60 000 anglo-espagnols pour couper la retraite aux Français où les chasser de Madrid[3],[4].

- 20 décembre : début du deuxième siège de Saragosse[5].

- 20 décembre : première représentation au theater an der Wien de Vienne (Autriche) de la cinquième symphonie, de la symphonie Pastarole, des extraits de la messe en ut majeur, du quatrième concerto pour piano et de la Fantaisie chorale opus 80 de Ludwig van Beethoven[6].

- 21 décembre : victoire de la cavalerie britannique à la bataille de Sahagún[3],[4].

- 29 décembre : nouvelle victoire britannique à la bataille de Benavente[3],[4].

## Naissances
- 23 décembre : Joseph Geefs, sculpteur belge († 9 octobre 1885).
- 29 décembre : Andrew Johnson, Président des États-Unis († 31 juillet 1875).